# Nowa Wieś Wielka (Lidzbark Warmiński)
Pour les articles homonymes, voir Nowa Wieś Wielka.
Nowa Wieś Wielka est un village polonais de la voïvodie de Varmie-Mazurie, dans le powiat de Lidzbark.